# Johnny Weir
John Garvin "Johnny" Weir (Coatesville, Pennsilvània, Estats Units, 2 de juliol de 1984) és un patinador retirat de patinatge artístic sobre gel estatunidenc. Weir ha estat dues vegades campió olímpic, medallista de bronze en el Campionat Mundial de 2008, dues vegades medallista de bronze en el Final del Grand Prix, campió mundial juvenil el 2001 i tres vegades campió nacional dels EUA (2004-2006).

## Primers anys
Weir va néixer el 2 de juliol de 1984 a Coatesville, Pennsilvània, com el fill major de John i Patti Weir. Té un germà menor per quatre anys, Brian. Weir posseeix ascendència noruega. Va ser criat a Quarryville, una ciutat al sud del comtat de Lancaster. Quan era nen, solia practicar esports eqüestres amb un poni al que Weir va anomenar "My Blue Shadow", una creua de Shetland àrab. Va sofrir assetjament durant la seva infància, citant que de petit solien confondre-ho amb una nena i que en créixer els estudiants de secundària li deien gai o marica.
Poc després que Weir comencés a patinar a l'edat de dotze anys, la seva família es va mudar a Newark, Delaware, perquè pogués estar a prop de la pista d'entrenament i entrenador. En l'estiu de 2007, es va mudar a Lyndhurst, Nova Jersey, i va començar a entrenar a la rodalia de Wayne. Weir es va graduar amb honors a l'Escola Secundària Newark i va estudiar lingüística a temps parcial a la Universitat de Delaware abans d'abandonar-la per concentrar-se a temps complet en el patinatge.

## Carrera

### Carrera primerenca
Weir es va interessar en el patinatge artístic a l'edat d'onze anys, després de veure a la patinadora ucraïnesa Oksana Bayul guanyar la medalla d'or olímpica en 1994. Va començar a practicar pel seu compte amb patins de rodes al seu soterrani, fins que posteriorment els seus pares li van comprar un parell de patins de gel de segona mà. Weir llavors passaria a practicar en un camp de blat de moro congelat darrere de la casa familiar. Els seus pares li van enviar a lliçons de patinatge grupals a la Universitat de Delaware, on l'entrenadora Priscilla Hill notaria el seu talent i el faria un dels seus estudiants.
A pesar que va començar a patinar a una edat relativament tardana, Weir va progressar ràpidament i fins i tot va realitzar un salt Axel en la seva primera setmana com a patinador. Els seus pares no podien pagar les seves activitats eqüestres i patinatge artístic simultàniament, per la qual cosa Weir va decidir abandonar la primera i es va centrar en el patinatge. Va arribar a competir en patinatge en parella amb Jodi Rudden en els nivells juvenils i intermedis, però ho va abandonar per concentrar-se en el patinatge individual.
La primera gran victòria de Weir es va produir el 2001 quan, a l'edat de setze anys, va patinar tres programes perfectes al Campionat Mundial Juvenil i va guanyar la medalla d'or per davant del també patinador nord-americà Evan Lysacek. Aquella va ser la primera vegada, des de 1987, que els Estats Units van obtenir el primer i segon lloc al podi del campionat juvenil. El mateix any, Weir també va ocupar el sisè lloc al seu debut en el Campionat dels Estats Units sènior.
Al Campionat dels Estats Units de 2003, Weir es va accidentar copejant la paret durant el seu programa llarg. Va tornar a començar el programa, però es va llastimar el genoll en un aterratge fallit de triple axel. Massa lesionat com per tornar a patinar, Weir es va retirar de la competència. Poc després, es traslladaria del club FSC de la Universitat de Delaware al Skating Club de Nova York, que encara li representa.

### Temporada de 2003–2004

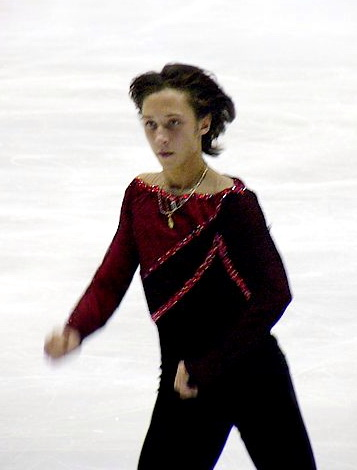
Weir en el Trofeu NHK de 2004.

Durant la temporada de 2003-2004, Weir es va qualificar per als Nacionals dels Estats Units en guanyar els campionats regionals i seccionals. Va rebre la primera puntuació de 6.0 de la seva carrera durant el seu programa llarg al Campionat dels EUA 2004, guanyant l'or sobre Michael Weiss i Matthew Savoie. Després va competir en el Campionat Mundial, on va obtenir el cinquè lloc.

### Temporada de 2004–2005
En la temporada de 2004-2005, Weir va guanyar els seus dos primers títols en el Grand Prix. Va guanyar el primer en el Trofeu NHK al Japó i el segon en el Trofeu Éric Bompard a França. Només dos esdeveniments del Grand Prix per temporada poden comptar per als punts d'un patinador sota les regles de la ISU, però Weir també va patinar en la Copa de Rússia sense punts oficials i es va portar la medalla de plata darrere de l'actual campió mundial Ievgueni Pliúsxenko.
En el Campionat dels Estats Units de 2005, va obtenir 6.0 punts durant la presentació del seu programa lliure i va defensar el seu títol nacional. Després va passar a competir en el Campionat Mundial de 2005 amb una lesió al peu, quedant en quart lloc.

### Temporada de 2005–2006

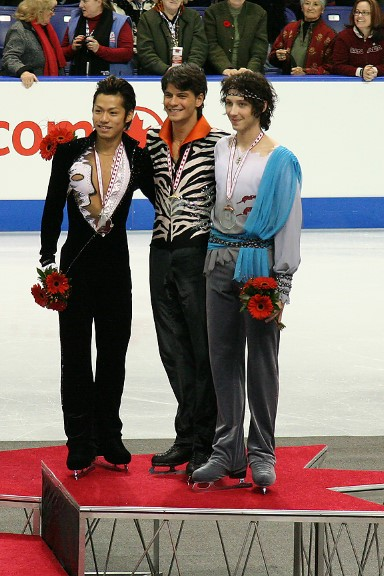
Weir (dreta) al costat de Daisuke Takahashi (esquerra) i Stéphane Lambiel (centre) al Skate Canada de 2006.

En el Skate Canada de 2005, Weir es va qualificar en el setè lloc després de torçar-se el turmell en l'aterratge d'un dels seus salts durant l'inici del programa lliure, tenint a més, dificultats a la resta del programa. Weir es va qualificar tercer a la Copa de Rússia.
Al desembre de 2005, Weir va guanyar la competició masculina al Marshall's Figure Skating Challenge 2005, en el qual els resultats es van determinar en viu mitjançant vots i textos dels televidents, guanyant en la ronda final sobre Michael Weiss comptant amb el 64 % dels vots.
Al Campionat dels Estats Units de 2006 va guanyar el seu tercer títol consecutiu i, com a campió nacional, qualificant automàticament als Jocs Olímpics i mundials. En les Olimpíades d'hivern de 2006, Weir va patinar un programa curt que va trencar la seva marca personal i va quedar al segon lloc darrere de Ievgueni Pliúsxenko. No obstant això, Weir va ometre alguns dels salts al programa lliure i va acabar en el cinquè lloc. En el Campionat Mundial de 2006, Weir va acabar setè, sofrint una lesió a l'esquena.

### Temporada de 2006–2007

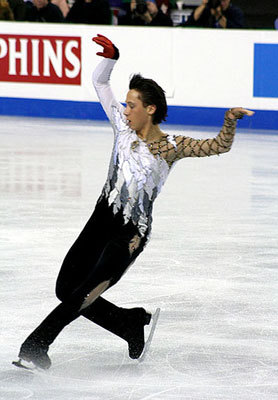
Weir interpretant una de les seves peces més conegudes i emblemàtiques, The Swan.

Weir va començar la temporada competitiva de 2006-2007 en el Skate Canada, on va ocupar el tercer lloc. Després passaria a la Copa de Rússia i guanyaria la medalla de plata, sent la seva tercera medalla consecutiva en l'esdeveniment. Es va posicionar en el segon lloc en el Marshall's Figure Skating Challenge de 2006 amb la seva actuació de The Swan, una versió d'exhibició del seu programa olímpic, una de les peces més conegudes i emblemàtiques de Weir.
Weir es va retirar de la Final del Grand Prix abans del programa lliure a causa d'una lesió en el maluc que va sofrir en una caiguda durant el programa curt. En el Campionat dels EUA de 2007, Weir es va qualificar en el segon lloc al programa curt, menys d'un punt darrere d'Evan Lysacek. Al programa lliure, no va poder completar el seu triple axel, va ensopegar en un triple loop i va duplicar diverses de les seves combinacions amb la finalitat d'obtenir més punts. També va intentar realitzar un loop cuádruple però no va aconseguir aterrar correctament. Weir va perdre el seu títol nacional i va acabar en el tercer lloc. En el Campionat Mundial, Weir va quedar vuitè.

### Temporada de 2007–2008
Després de la fallida temporada anterior, Weir va prendre la decisió de canviar d'entrenador i es va traslladar a Nova Jersey per entrenar amb l'entrenadora ucraïnesa Galina Zmievskaya. Posteriorment, va obtenir un gran rendiment en la Copa de la Xina, on va patinar dos programes perfectes, aconseguint nous rècords personals tant al seu programa lliure com en el general, guanyant la medalla d'or sobre Evan Lysacek. Després passaria a la Copa de Rússia, on també guanyaria la medalla d'or. Aquests llocs li van assegurar un lloc en la Final del Gran Prix de 2007-2008, on Weir va competir amb una lesió en el seu peu i va ensopegar als seus programa curt i llarg, però encara va aconseguir posicionar-se en el quart lloc.
En el Campionat dels EUA de 2008, Weir va guanyar el programa curt sobre Lysacek per 1.35 punts, però Lysacek va guanyar el programa llarg per exactament la mateixa quantitat, la qual cosa va resultar en un empat. Weir va completar un bucle quàdruple de dos peus al seu programa llarg i va anotar més punts en els seus salts i en els components del programa que Lysacek, però Lysacek va anotar més punts pels seus girs i joc de peus. Segons les regles de la ISU, en cas d'empat, el guanyador del programa llarg rep la medalla d'or, per la qual cosa Weir va rebre la medalla de plata.
En el Campionat Mundial de 2008, Weir va patinar un programa curt que va rebre el millor puntaje de la seva carrera i ho va situar en el segon lloc. Al programa lliure, va patinar de manera constant però temptativa, eliminant el segon salt de la seva primera combinació planificada i doblegant un triple salt planificat en una altra combinació. No obstant això, el programa va anar prou bé perquè Weir guanyés la seva primera medalla mundial, un bronze, i va evitar que els Estats Units quedessin exclosos de les medalles en un Campionat Mundial per primera vegada des de 1994.

### Temporada de 2008–2009
Weir va començar la temporada 2008-2009 guanyant la medalla de plata en el Skate America a l'octubre de 2008. Després passaria al Trofeu NHK a la fi de novembre, on va competir mentre sofria d'un fort refredat, però, així i tot, va aconseguir guanyar la seva segona medalla de plata de la temporada. Aquests dos tornejos li van qualificar per al Grand Prix, on guanyaria la medalla de bronze al desembre de 2008.
Durant les vacances de Nadal de 2008, Weir va viatjar a Corea del Sud per actuar en un espectacle de patinatge benèfic. Mentre va estar allí, va contreure un sever virus estomacal que ho va deixar hospitalitzat i li va fer perdre vuit quilos en tan sols un dia. Weir no va ser capaç de recuperar el pes perdut o d'entrenar correctament abans del Campionat dels EUA el gener de 2009, on qualificaria en el cinquè lloc. Va ser la primera vegada des de 2003 que Weir va quedar fora del podi en els nacionals. Conseqüentment, no va qualificar per a l'equip dels EUA per al Campionat Mundial.

### Temporada de 2009–2010

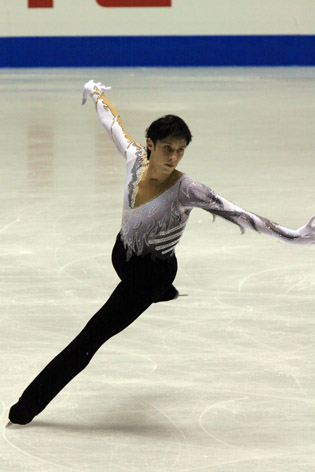
Weir en el Grand Prix Final de 2009.

Per a aquesta temporada, Weir va acudir al coreògraf de patinatge David Wilson per coordinar els seus programes. El 26 de setembre de 2009, va estrenar un nou programa curt amb música composta per Raúl di Blasio, per commemorar els atemptats de l'11 de setembre.
En la temporada del Grand Prix de 2009, Weir es va posicionar quart en la Copa de Rússia després de duplicar varis dels seus salts triples als seus programes curts i llargs, però dues setmanes més tard es va alçar novament i va guanyar la plata en el Trofeu NHK, mentre sofria d'un refredat i infecció sinusal. Weir va qualificar per a la Final del Gran Prix a Tòquio (Japó), on va guanyar la medalla de bronze.
Weir va guanyar la medalla de bronze en el Campionat dels EUA de 2010 en Spokane, Washington, i posteriorment va qualificar en l'equip dels EUA pels Jocs Olímpics. En els Jocs Olímpics d'Hivern de 2010, Weir va acabar sisè, amb un puntuatge combinat de 238.87, un nou rècord personal per a Weir.

### Temporades finals: 2010–2013

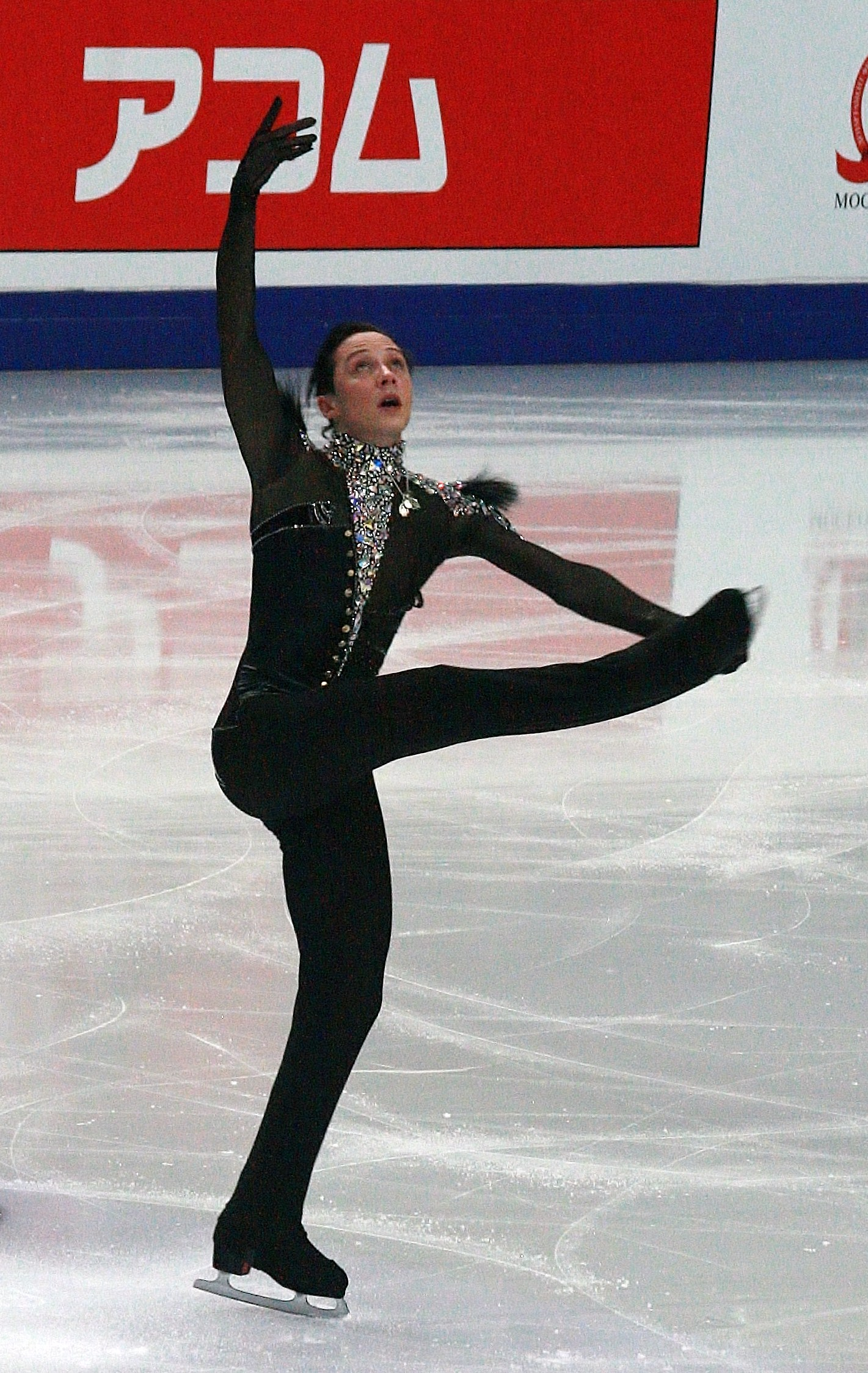
Weir en la Copa Rostelecom de 2012.

Weir no va competir durant la temporada de 2010-2011 i, al juny de 2011 va confirmar que també estaria absent en la temporada de 2011-2012, suggerint que la seva tornada seria possible. Weir va dir que esperava competir en els Jocs Olímpics de Sotxi 2014 "a pesar que vaig a ser vell".
El gener de 2012, Weir va declarar la seva intenció de tornar a la competició en la temporada de 2012-2013. Va informar que continuaria treballant amb Galina Zmievskaya, Viktor Petrenko i Nina Petrenko en Hackensack, Nova Jersey. Al maig de 2012, Weir va ser assignat a dos esdeveniments del Gran Prix, la Copa Rostelecom i el Trofeu Éric Bompard. Va tornar a la competència en el Trofeu Finlàndia, comentant que «mai vaig voler ni un minut més de patinatge sobre gel competitiu després de Vancouver, però ho vaig pensar durant dos anys i tot és possible […] no hi ha gens com competir i la sensació que em produeix».
A causa d'una lesió en el maluc, Weir es va retirar de la Copa Rostelecom després del programa curt i del Trofeu Eric Bompard abans del començament de l'esdeveniment. Va decidir no competir en el Campionat dels EUA 2013. Al setembre de 2013, es va anunciar que Weir no s'havia inscrit en els esdeveniments classificatoris per al Campionat dels EUA de 2014, on els patinadors competeixen per les places olímpiques. El 23 d'octubre de 2013, Weir va anunciar el seu retir del patinatge i que s'uniria als Jocs Olímpics d'NBC com a analista de patinatge per als Jocs d'hivern de Sotxi.

## Entrenament i tècnica

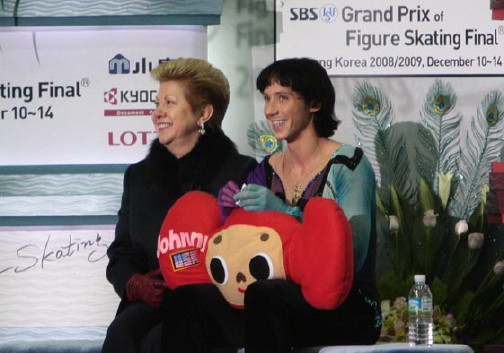
Weir i Zmievskaya durant el Grand Prix Final de 2008.

Des dels començaments de la seva carrera a l'edat de dotze anys, Weir va ser entrenat per Priscilla Hill. Weir i Hill inicialment van treballar junts a la Universitat de Delaware en Newark, i després de la temporada 2002-2003 es van traslladar al Pond Ice Arena, també en Newark. Weir també va passar part de cada estiu entre 2003 i 2005 practicant amb l'entrenadora russa Tatiana Tarasova en el International Skating Center de Connecticut. L'estiu de 2007, quan es va traslladar a l'Ice Vault Arena en Wayne, Nova Jersey, Weir va passar a ser entrenat per Galina Zmievskaya, qui prèviament havia entrenat a l'ídol de Weir, Oksana Baiul. El gendre de Zmievskaya i medallista d'or olímpic, Viktor Petrenko, va actuar com a assistent d'aquesta, mentre que la seva filla, Nina Petrenko, va ser una de les seves coreògrafes.
Weir va ser reconegut pel seu estil esportiu i elegant. Els analistes van notar que era excepcionalment artístic en el seu enfocament de la competència, i que aquesta qualitat es va aconseguir mitjançant una tècnica superior, que incloïa stroking i girs bàsics. A diferència de la majoria dels patinadors artístics, Weir realitza els seus girs i salts en el sentit de les agulles del rellotge.

## Vida personal
Weir és obertament gai. La seva orientació sexual va ser objecte d'especulació mediàtica durant molt temps; no obstant això, quan se li va preguntar sobre la seva sexualitat Weir simplement va respondre que «... no és part del meu esport i és privat. Puc dormir amb qui jo triï i no afecta el que faig en el gel». En la seva autobiografia Welcome to My World, publicada el gener de 2011, Weir es va declarar oficialment gai, citant una sèrie de suïcidis de joves homosexuals com una de les raons de la seva decisió: «Amb gent que se suïcida i està espantada dins l'armari, espero que fins i tot només una persona pugui guanyar força amb la meva història».
En 2011, Weir va contreure matrimoni amb Victor Voronov (n. 1984), un advocat graduat de la Universitat de Georgetown d'origen jueu-rus, en una cerimònia civil en la vespra d'Any Nou a la ciutat de Nova York. La parella es va divorciar en 2015, citant dificultats domèstiques.
Weir va ser criat com a catòlic i ha declarat que està obert a altres creences, inclosa la pràctica de la Càbala, declarant que «Crec en qualsevol cosa bona i que pugui ensenyar amor». Al febrer de 2012, Weir va anunciar que estava considerant convertir-se al judaisme.
Weir ha expressat la seva admiració per l'estil de patinatge i la cultura de Rússia, a més d'haver-se ensenyat a si mateix parlar i llegir l'idioma. També parla una mica de francès i japonès. Així mateix, és col·leccionista de records del personatge rus Cheburashka. El 2010, un asteroide del cinturó principal, descobert en 1995 per l'Observatori Astronòmic V. P. Enguelgardt, va rebre el nom de Weir per suggeriment dels seus seguidors russos.

## Controvèrsies

### Atac homofòbic
Durant els Jocs Olímpics de Vancouver 2010, dos locutors canadencs van realitzar atacs homofòbics contra Weir durant les seves actuacions, amb comentaris despectius sobre la seva sexualitat i presentació. Especulant sobre per què Weir no va rebre una medalla durant els Jocs Olímpics malgrat obtenir una puntuació considerablement alta, Claude Mailhot de RDS Network va comentar que «això pot no ser políticament correcte, però creus que [Weir] va perdre punts a causa del seu vestuari i llenguatge corporal?», mentre que Alain Goldberg va respondre que «pensaran que tots els nois que patinen acabaran com ell. És un mal exemple». Goldberg i Mailhot després van fer bromes sobre com Weir hauria de "competir en la divisió femenina".
Weir va respondre als comentaris en una conferència de premsa, sostenint que «he sentit coses pitjors als banys». Va continuar dient que «no vull que dins de 50 anys hi hagi més nens i nenes que hagin de passar per aquest tipus de coses». Més tard, tots dos locutors van emetre una disculpa.

### Amenaces
Durant els Jocs Olímpics de 2010, Weir novament es va convertir el centre d'una controvèrsia sobre els drets dels animals en utilitzar pells de guineu en el seu vestit de patinatge a l'esdeveniment. Va rebre atacs de grups d'activisme com Friends of Animals i PETA. Quan les protestes es van convertir en amenaces de violència contra la seva persona, Weir va anunciar que llevaria el pelatge del seu vestit, encara que va seguir defensant l'ús del pelatge com una "opció personal", i després va assenyalar que els activistes passaven per alt el fet que tots els patinadors de gel usaven botes de cuir. Les amenaces dels activistes també van forçar a Weir a canviar de estadía durant els Jocs Olímpics. Tenia la intenció de quedar-se en un hotel, però per raons de seguretat, va optar per allotjar-se en la Vila Olímpica de Vancouver, compartint una suite amb la patinadora artística nord-americana Tanith Belbin.

### Jocs Olímpics de 2013
El 2013, Weir va estar involucrat en una discussió sobre si els Estats Units haurien de boicotejar o no els Jocs Olímpics de Sotxi a causa de les lleis antihomosexuals de Rússia. Després d'expressar públicament la seva opinió, va rebre amenaces personals. Al desembre, va ser assetjat per Queer Nation fora de Barnard College per la seva posició que "els Jocs Olímpics no són el lloc per fer una declaració política; cal respectar la cultura d'un país que s'està visitant". Weir va considerar l'experiència com a "reveladora" i va continuar responent a través d'altres entrevistes en els mitjans. Posteriorment, NBC va nomenar a Weir i Tara Lipinski com el seu equip de cobertura de patinatge artístic a Sotxi. Weir va comentar: "Sóc un nord-americà homosexual... planejo estar-me allà donant suport als nostres germans i germanes i no tenir por".